# 徳増俊郎
徳増 俊郎（、1938年〈昭和13年〉2月14日 - ）は日本の映画プロデューサー。宮城県石巻市出身。東宝映画所属。

## 代表作
| 公開年 | 公開年   | 作品名                              | 制作（配給）                                             | 役職           |
| ------ | -------- | ----------------------------------- | -------------------------------------------------------- | -------------- |
| 1975年 | 2月1日   | 告訴せず                            | 東宝映画 芸苑社 （東宝）                                 | 製作担当者     |
| 1975年 | 7月12日  | 東京湾炎上                          | 東宝映画 東宝映像美術 （東宝）                           | 製作担当者     |
| 1976年 | 1月17日  | 妻と女の間                          | 東宝映画 芸苑社 （東宝）                                 | 製作担当者     |
| 1976年 | 10月2日  | 大空のサムライ                      | 東宝映画 （東宝）                                        | 現像           |
| 1976年 | 10月2日  | 喜劇・百点満点                      | 東宝映画 （東宝）                                        | 製作担当者     |
| 1976年 | 10月23日 | あにいもうと                        | 東宝映画 （東宝）                                        | 製作担当者     |
| 1976年 | 12月25日 | 恋の空中ぶらんこ                    | 東宝映画 （東宝）                                        | 製作担当者     |
| 1977年 | 5月28日  | 白熱デッドヒート                    | 東宝映画 （東宝）                                        | 製作担当者     |
| 1977年 | 8月27日  | 獄門島                              | 東宝映画 （東宝）                                        | 製作担当者     |
| 1978年 | 2月11日  | 女王蜂                              | 東宝映画 （東宝）                                        | 製作担当者     |
| 1978年 | 8月12日  | 火の鳥                              | 東宝映画 火の鳥プロダクション 東宝                       | 製作担当者     |
| 1979年 | 5月26日  | 病院坂の首縊りの家                  | 東宝映画 （東宝）                                        | 製作担当者     |
| 1979年 | 11月3日  | 遠い明日                            | 東宝映画 （東宝）                                        | 製作担当者     |
| 1979年 | 12月22日 | 関白宣言                            | 東宝映画 （東宝）                                        | 製作担当者     |
| 1981年 | 2月11日  | 青春グラフィティ スニーカーぶる〜す | 東宝映画 （東宝）                                        | 製作担当者     |
| 1981年 | 11月7日  | 駅 STATION                          | 東宝映画 （東宝）                                        | 製作担当者     |
| 1981年 | 12月20日 | グッドラックLOVE                    | 東宝映画 ジャニーズ事務所 （東宝）                       | 製作担当者     |
| 1984年 | 10月6日  | おはん                              | 東宝映画 （東宝）                                        | 製作担当者     |
| 1985年 | 12月21日 | 雪の断章 -情熱-                     | 東宝映画 （東宝）                                        | 製作担当者     |
| 1986年 | 12月13日 | 恋する女たち                        | 東宝映画 （東宝）                                        | 製作担当者     |
| 1987年 | 12月19日 | ゴルフ夜明け前                      | 東宝映画 （東宝）                                        | 製作担当者     |
| 1989年 | 11月3日  | あ・うん                            | 東宝映画 フィルムフェイス （東宝）                       | 製作担当者     |
| 1990年 | 11月10日 | どっちもどっち                      | 東宝 フィールド・ハウス                                  | プロデューサー |
| 1991年 | 12月14日 | ゴジラvsキングギドラ                | 東宝映画 ファーストウッド・エンターテインメント （東宝） | 製作担当者     |
| 1994年 | 2月5日   | ラストソング                        | 東宝映画 フジテレビ （東宝）                             | 製作担当者     |
| 1994年 | 12月10日 | ゴジラvsスペースゴジラ              | 東宝映画 （東宝）                                        | 製作担当者     |
| 1996年 | 10月26日 | 八つ墓村                            | フジテレビ 東宝映画 （東宝）                             | 製作担当者     |
| 1997年 | 6月7日   | 誘拐                                | 東宝映画 （東宝）                                        | 製作担当者     |